# Ricou Browning
Pour les articles homonymes, voir Browning.
Ricou Browning est un réalisateur de seconde équipe, directeur de la photographie sous-marine, cascadeur et acteur américain né le 16 février 1930 à Fort Pierce (Floride) et mort le 27 février 2023 à Southwest Ranches (Floride),. Il est également producteur de cinéma et scénariste. 

## Biographie
Plongeur, Ricou Browning commence sa carrière dans des spectacles sous-marins dans des parcs d'attraction de Floride. En 1954, il joue le rôle-titre dans L'Étrange Créature du lac noir et ses suites, La Revanche de la créature (1955) et La créature est parmi nous (1956). Il s'oriente ensuite vers la production à la suite de sa rencontre avec Ivan Tors. De cette collaboration naissent plusieurs séries télévisées à succès (Flipper le dauphin, adaptée du film homonyme, Remous, Island of the Lost, The Aquarians), où il occupe le poste de réalisateur de seconde équipe et directeur de la photographie des séquences sous-marines et, occasionnellement, d'acteur, de scénariste ou de réalisateur. Le cinéma continue de faire appel à lui, notamment pour les séquences sous-marines de plusieurs James Bond : Opération Tonnerre (1965) et son remake, Jamais plus jamais (1983) ou comme directeur des effets spéciaux sur maquettes sur La Guerre des abîmes (1980). Dans les années 1980, il poursuit sa carrière de réalisateur de seconde équipe et de cascadeur, cette fois-ci sur terre.

## Filmographie sélective

### comme réalisateur de seconde équipe
- 1965 : Opération Tonnerre
- 1965 : La Femme en ciment
- 1975 : Les Aventuriers du Lucky Lady
- 1983 : Jamais plus jamais

### comme réalisateur
- 1963 : Flipper le dauphin
- 1967 : Island of the Lost de John Florea
- 1967 : Mon ami Ben
- 1969 : Hello Down There coréalisé avec Jack Arnold
- 1971 : Primus
- 1973 : Salty de Ricou Browning
- 1974 : Salty
- 1981 : Mr. No Legs

### comme acteur
- 1954 : L'Étrange Créature du lac noir de  Jack Arnold
- 1955 : La Revanche de la créature de Jack Arnold
- 1956 : La créature est parmi nous de John Sherwood
- 1964 : Flipper's New Adventure : Dr Clark Burton

### comme scénariste
- 1964 : Flipper's New Adventure
- 1964 : Flipper le dauphin
- 1973 : Salty

### comme producteur
- 1963 : Flipper le dauphin